# Suncus varilla
Suncus varilla е вид бозайник от семейство Земеровкови (Soricidae). Видът не е застрашен от изчезване.

## Разпространение и местообитание
Разпространен е в Демократична република Конго, Замбия, Зимбабве, Лесото, Малави, Мозамбик, Нигерия, Танзания и Южна Африка.
Обитава гористи местности, градини, ливади, савани, крайбрежия, плажове и плата.

## Описание
Теглото им е около 5 g.
Стават полово зрели на 8,5 месеца.